# El Show de las 12
El Show de las 12 fue un programa de televisión en Puerto Rico que contaba con variedades, transmitido al aire todos los mediodías en WKAQ-TV, y más tarde en la cadena Telemundo en todo el país, conducido por Eddie Miró durante toda su carrera. Se emitía cada día de la semana, durante 40 años hasta su cancelación el 25 de febrero de 2005.
Debutó en la televisión puertorriqueña el 11 de enero de 1965 con la llegada del programa El show de las 12, producido por Paquito Cordero.
El fenecido productor puertorriqueño ideó una fórmula televisiva que revolucionó a la pantalla chica nacional, al presentar un espacio diurno con las características de un late night show. El programa se transmitió ininterrumpidamente por 40 años por Telemundo, gozando con el respaldo del público. Fue precisamente la gerencia de este canal que decidió ponerle punto final al espacio cuando lo canceló el 25 de febrero de 2005.
Eddie Miró, quien condujo por 36 años el programa, atribuyó el éxito de esta producción a la visión que tuvo Paquito Cordero al crear una propuesta de “alta calidad” al mediodía.
“Llegábamos al pueblo y el pueblo nos quería y todo lo que se hacía, se hacía con respeto y con amor al público”, comunicó “el Animador de la Eterna Sonrisa”. Fue Eddie Miró quien hizo emblemática la frase: “Paquito Cordero presenta El shooow de las 12”. Estas palabras sirvieron como introducción a esta producción, que en sus inicios contó con la animación de Miguel Ángel Álvarez, Camilo Delgado, Yoyo Boing y Mickey Miranda.